# Cryptochloa strictiflora
Cryptochloa strictiflora là một loài thực vật có hoa trong họ Hòa thảo. Loài này được (E.Fourn.) Swallen mô tả khoa học đầu tiên năm 1942.